# Peter Sühring
Peter Sühring (* 1946 in Berlin-Charlottenburg) ist ein deutscher Musikwissenschaftler, Publizist und Musikkritiker.

## Leben und Wirken
Peter Sühring wurde in Berlin-Charlottenburg geboren und wuchs dort auf. Er war Sängerknabe im Staats- und Domchor und erlernte das Violoncello- und Klavierspiel. Er studierte zunächst von 1967 bis 1970 Tübingen und Berlin Musikwissenschaft, Literaturwissenschaft und Philosophie. Er befolgte die von Alfred North Whitehead, Virginia Woolf, Simone Weil und Herbert Marcuse empfohlene „Großen Weigerung“, das „primäre Charakteristikum einer auf Ideale gegründeten Kritik an unwahren Aussagen über die Wirklichkeit“ (Whitehead 1926) und nahm Abschied vom Bürgertum. Nicht autorisierte Erstveröffentlichung und Kommentierung von Schriften Walter Benjamins zu Kindertheater und Kindererziehung im Rahmen der Westberliner Kinderladen-Bewegung. 1972–1981 Arbeit in Druckereien, Verlagen und im Buchgroßhandel (Betriebsrat). Von 1981 bis 1998 war er im Bucheinzelhandel als wissenschaftlicher Sortimenter in Tübingen und Berlin tätig (Buchhändler-Prüfung 1985).
Einstieg in die historische Musikforschung bei Elisabeth Musiquen (Akademie für historische Aufführungspraxis Berlin) in den Jahren 1999–2002. Wiederaufnahme und Beendigung des vor 30 Jahren unterbrochenen Studiums 2001-02. 2002 schrieb er seine Magisterarbeit über den Rhythmus der Trobadors an der Humboldt-Universität zu Berlin. 2004 erstellte er für die Bibliothek der Universität der Künste Berlin, gefördert von der Ernst-von-Siemens-Musikstiftung, einen Katalog über die Berliner und Łódźer Bestände der Bibliothek von Philipp Spitta. 2006 wurde er mit einer Arbeit über Wolfgang Amadeus Mozarts Kindheitsopern an der Universität des Saarlandes promoviert. Er forschte von 2007 bis 2009 als Stipendiat der Deutschen Forschungsgemeinschaft (DFG) und von 2009 bis 2012 als Forschungsangestellter der Universität der Künste Berlin über den deutschen Musikwissenschaftler Gustav Jacobsthal und veröffentlichte 2010 eine Auswahl-Edition von dessen Nachlass sowie 2012 eine wissenschaftliche Biografie über ihn. Darüber hinaus edierte er weitere bisher unveröffentlichte Schriften Gustav Jacobsthals.
Ferner veröffentlichte er über die Komponisten, Musikwissenschaftler, Musiker, Philosophen und Schriftsteller Jean-Philippe Rameau, Wolfgang Amadeus Mozart, Felix Mendelssohn Bartholdy, Robert Schumann, Anton Reicha, Jean-Jacques Rousseau, Johann Wolfgang von Goethe, Heinrich Heine, Friedrich Hölderlin, Gertrud Kolmar, Karl Marx, Eduard Grell, Adolf Bernhard Marx, Theodor Hagen, Philipp Spitta, Hermann Kretzschmar, Leo Blech, Ferenc Fricsay und Giuseppe Verdi. Einen Schwerpunkt seiner Arbeiten bilden das Judentum in Musik und Literatur sowie Fragen des Antisemitismus.
Seit 1995 wirkt er auch als Musikkritiker. Seine Rezensionen wurden zunächst vorwiegend in Tageszeitungen (Schwäbisches Tagblatt, Der Tagesspiegel), in den letzten Jahren zunehmend auch in Online-Medien veröffentlicht, wie im info-netz-musik. Sühring ist u. a. seit 1999 ständiger freier Mitarbeiter der Zeitschrift Concerto – Das Magazin für Alte Musik, sowie beim Forum Musikbibliothek. Er arbeitet seit 2012 als Indexer von älteren deutschsprachigen Musikzeitschriften für das Répertoire internationale de la presse musicale (RIPM), Baltimore/USA. Er lebt und arbeitet heute als Musikhistoriker und Publizist in Bornheim.
Er vertritt eine einheitliche, in sich mehrdimensionale Musikwissenschaft und eine Auffassung von Musikgeschichte jenseits von Epocheneinteilungen und normativen Ästhetiken. Stattdessen strebt er eine musikalische Poetik des einzelnen musikalischen Künstlers und eine Hermeneutik des einzelnen musikalischen Kunstwerks an, dessen Sinn meist unter kulturellen Diskursen verschüttet liegt.

## Veröffentlichungen (Auswahl)

### Bücher
- Der Rhythmus der Trobadors – Zur Archäologie einer Interpretationsgeschichte. Logos, Berlin 2003, ISBN 3-8325-0367-6[4]
- mit Krystyna Bielska: Katalog der Sammlung Spitta. Katalog zbiorów Spitty. Herausgegeben von der Universität der Künste Berlin und der Bibliothek der Universität Łódź. Inventare Band 3. Berlin 2005 (= Schriften aus dem Archiv der Universität der Künste Berlin).
- Die frühesten Opern Mozarts. Untersuchungen im Anschluss an Jacobsthals Straßburger Vorlesungen. Bärenreiter, Kassel 2006, ISBN 3-7618-1895-5 (zugleich Dissertation an der Universität Saarbrücken, 2006).
- Gustav Jacobsthal – ein Musikologe im deutschen Kaiserreich. Musik inmitten von Natur, Geschichte und Sprache. Eine ideen- und kulturgeschichtliche Biografie mit Briefen und Dokumenten. Olms-Verlag, Hildesheim 2012. Inhaltsverzeichnis. d-nb.info
- Gustav Jacobsthal: Glück und Misere eines Musikforschers. Centrum Judaicum. Hentrich & Hentrich, Berlin 2014, ISBN 978-3-95565-042-1 (= Jüdische Miniaturen, Band 149).
- Felix Mendelssohn. Der (un)vollendete Tonkünstler. Hentrich & Hentrich, Berlin 2018, ISBN 978-3-95565-285-2 (= Jüdische Miniaturen, Band 227,[5]). Zweite, verbesserte und erweiterte Auflage: urn:nbn:de:bsz:14-qucosa2-792531.
- Ferenc Fricsay. Der Dirigent als Musiker. edition text + kritik, Reihe SOLO, München 2023, ISBN 978-3-96707-815-2. Verlagsmitteilung. etk-muenchen.de; abgerufen am 9. Mai 2023
- Der frühe Mozart – ein komponierendes Kind zwischen Nachahmung und Kreation. Untersuchungen einiger frühester Werke W. A. Mozarts mit forschungs- und editionskritischen Bemerkungen. musiconn.publish, Dresden 2024, doi:10.25366/2024.57.

### Als Herausgeber
- Gustav Jacobsthal – „Intimste Absichten des Componisten durch allerhand Nebenrücksichten verdunkelt“. Bruchstücke aus einer Mozart-Vorlesung (Straßburg im Sommer 1888), aus dem handschriftlichen Nachlaß hrsg. von Peter Sühring. In: Programmheft Idomeneo der Salzburger Festspiele und des Festspielhauses Baden-Baden, Juni 2000, S. 70–72.
- Gustav Jacobsthal – Die Musiktheorie Hermanns von Reichenau. In: Musiktheorie, 2001, 16, S. 3–39; doi:10.25366/2021.03.
- Gustav Jacobsthal – Vorläufige Gedanken zur Verbesserung der musikalischen Zustände an den preußischen Universitäten. Memorandum an das preußische Kultusministerium 1883, sowie die Gutachten von Philipp Spitta und Heinrich Bellermann. In: Jahrbuch des Staatlichen Instituts für Musikforschung Berlin, Preußischer Kulturbesitz. Stuttgart 2002, S. 295–322. [Zusammen mit einer editorischen Vorbemerkung und einem ideengeschichtlich-musikpädagogischen Kommentar des Herausgebers: urn:nbn:de:bsz:14-qucosa2-390281.]
- Gustav Jacobsthal – Übergänge und Umwege in der Musikgeschichte. Aus Straßburger Vorlesungen und Studien, Codex Montpellier, Palestrina, Monteverdi, Haydn, Emanuel Bach, Mozart. Olms-Verlag, Hildesheim 2010; DNB 1008008850/04.
- Gustav Jacobsthal – Der Codex Montpellier. Beschreibung und Untersuchung. urn:nbn:de:bsz:14-qucosa2-337475.
- Gustav Jacobsthal – Die Opern aus Mozarts Kindheit. Vorlesungsskizzen, Straßburg 1888. doi:10.25366/2019.02.

### Aufsätze und Vorträge in Printmedien und im Internet
Zu Wolfgang Amadé Mozart:
- Über den „ganz sonderbaren goût“ eines Adagios aus Mozarts opus I, komponiert in Paris 1764. In: Concerto. Das Magazin für Alte Musik, Nr. 181, März 2003, S. 23–26.
- Eine vierhändige Sonate – „bis dahin noch nirgends gemacht“? Mit einem Anhang zu KV 19d. In: Mozart Studien, 2004, Band 13, S. 209–229; Tutzing, enthalten in: Der frühe Mozart.
- Ein Künstler im Kindesalter und sein väterlicher Erzieher. Über Wolfgang und Leopold Mozart. Mit einer Auseinandersetzung mit den Kreativitätsthesen von Norbert Elias. In: Concerto. Das Magazin für Alte Musik, Februar und Juni 2006, 22, Nr. 206 und 208; enthalten in: Der frühe Mozart.
- Der Künstler im Knaben Mozart. In: Musik & Ästhetik, Juli 2006, 10, Nr. 39, S. 5–19, musikundaesthetik.de abgerufen am 27. Juni 2021; enthalten in: Der frühe Mozart.
- Musik, die den Handlungen, Situationen und Stimmungen folgt. Über Dramatik und Tonsatz in den ersten Bühnenversuchen Mozarts, Salzburg / Wien 1767/68. In: Mozart-Jahrbuch 2006. Kassel 2008, S. 209–221; Sammlung Literatur zur Musik der Elektronischen Dokumente. UB Frankfurt/Main; abgerufen am 24. September 2014, enthalten in: Der frühe Mozart.
- Sowohl ad libitum als auch obligat begleitend. Der Violinpart in Mozarts begleiteten Clavecin-Sonaten, Paris 1763/64, (KV 6–9). In: Mozart Studien XVI, Tutzing 2007, S. 91–114, enthalten in: Der frühe Mozart.
- Bachischer Geist aus Mozarts Händen? Mozarts vier neue Streichtrio-Einleitungen zu vier dreistimmigen Fugen von Johann Sebastian und Wilhelm Friedemann Bach (KV 404a), aus ihrem Kontext heraus erklärt. Vortrag auf dem 6. Dortmunder Bach-Symposium, Juni 2006. In: Reinmar Emans, Wolfram Steinbeck (Hrsg.): Bach und die deutsche Tradition des Komponierens. Wirklichkeit und Ideologie. Dortmund 2009, S. 109–121, sowie in: acta mozartiana, 2008, 55, Heft 3/4, S. 101–110.
- Fragen an Mozarts Idomeneo. Anmerkungen zur Editions- und Aufführungspraxis. In: Die Musikforschung, 2008, 62, S. 222–232, journals.qucosa.de Sammlung Literatur zur Musik der Elektronischen Dokumente. UB Frankfurt/Main; abgerufen am 24. September 2014.
- Des Widerborstigen Zähmung. Mozarts Bastien und Bastienne – eine pastorale Operette mit zauberischen Kräften (KV 50). In:  Programmheft für eine Aufführung während der Musikfestspiele Potsdam Sanssouci 2015, enthalten in: Der frühe Mozart.
- „Großmutsoper“ oder tragische Operette? Zu Mozarts „Fragment“ Zaide. In: Musik & Ästhetik, Heft 81, Januar 2017, S. 76–90. [Online: publikationen.ub.uni-frankfurt.de Sammlung Literatur zur Musik der Elektronischen Dokumente der UB Frankfurt/Main, abgerufen am 12. Dezember 2018].
- Kindlich experimentelles Komponieren wider die Schablonen. Mozarts „Londoner Skizzenbuch“, London und Chelsea, Juli/August 1764 (KV 15a-ss). In: Die Musikforschung 76 (2023), S. 2–20, enthalten in: Der frühe Mozart.

Zu Felix Mendelssohn:
- Mendelssohns Unbehagen in der Musik. In: CONCERTO. Magazin für Alte Musik. Köln 2009/10, Heft 229, S. 12–13.
- Interpretationen der sieben Opern Mendelssohns (Soldatenliebschaft, Die beiden Pädagogen, Die wandernden Komödianten, Der Onkel aus Boston, Die Hochzeit des Camacho op.10, Heimkehr aus der Fremde, Die Lorelei). In: Felix Mendelssohn Bartholdy. Interpretationen seiner Werke, Laaber 2016. Interpretation von „Die Loreley“ enthalten in: Meine Ideen über die Oper ins Klare und ans Licht bringen.
- Interpretation der Schauspielmusik zur Tragödie des Sophokles Oedipus auf Kolonos. In: Felix Mendelssohn Bartholdy. Interpretationen seiner Werke, Laaber 2016.
- Interpretationen mehrerer geistlicher Gesänge für gemischten, Männer- und Frauen-Chor. In: Felix Mendelssohn Bartholdy. Interpretationen seiner Werke, Laaber 2016.
- „Einen Text der mich nicht ganz in Feuer setzt componire ich nun einmal nicht“. Mendelssohn als verhinderter Opernkomponist. In: CONCERTO. Magazin für Alte Musik, Köln 2017, Heft 273, S. 24–26 und Heft 274, S. 22–24; Sammlung Literatur zur Musik der Elektronischen Dokumente. UB Frankfurt/Main, abgerufen am 12. Dezember 2018.
- „meine Ideen über die Oper ins Klare und ans Licht bringen“. Mendelssohns komponierte und nichtkomponierte Opern. urn:nbn:de:bsz:14-qucosa2-810967
- „Übrigens gefall ich mir prächtig hier“. Felix Mendelssohn in seinen Düsseldorfer Jahren 1833–1835. In: Helmut Rönz, Martin Schlemmer, Maike Schmidt (Hrsg.): „Refugium einer politikfernen Sphäre“? Musik und Gesellschaft im Rheinland des 19. und 20. Jahrhunderts. Köln 2023, S. 21–34; rheinische-geschichte.lvr.de abgerufen am 30. Januar 2025.

Zu Gustav Jacobsthal:
- Das enträtselte Mittelalter. Gustav Jacobsthal und seine Schicksale. In: Concerto. Magazin für Alte Musik, Nr. 152, April 2000, S. 16–22.
- Der einzelne Ausdruck mit seiner Gewalt. Eine Beethoven-Kritik Gustav Jacobsthals aus dem Jahre 1889. In: Die Musikforschung, 2002, 55, S. 373–385; musiconn.qucosa.de abgerufen am 25. Februar 2020.
- Verwirklichung des Humboldtschen Bildungsideals. Gustav Jacobsthal – ein fast vergessener Begründer der neueren deutschen Musikwissenschaft. In: Forum Humanwissenschaften, Frankfurter Rundschau, 20. Mai 2003, S. 11.
- Gustav Jacobsthal als Kritiker der Modaltheorie avant la lettre. Archivalische Studien. In: acta musicologica, 2003, 75, S. 137–172.
- Gustav Jacobsthal’s Mozart reception. Mozart in Context: Special issue of Min-Ad: Israel Studies in Musicology Online, Vol. 6/II, December, 2006, abgerufen am 24. September 2014 (PDF) Und: Sammlung Literatur zur Musik der Elektronischen Dokumente der UB Frankfurt/Main, abgerufen am 24. September 2014.
- Der Nachlaß Gustav Jacobsthals – ein Zimelium in der Musikabteilung der Berliner Staatsbibliothek. Eine Sichtung. In: Forum Musikbibliothek, 2007/1, S. 17–27.
- Ein erster Versuch, das historische Instrumentarium in Monterverdis L’Orfeo zu verstehen: Gustav Jacobsthal, Straßburg 1903. In: CONCERTO. Das Magazin für Alte Musik, Köln, Heft 219, April/Mai 2008, S. 24–27. [Online: publikationen.ub.uni-frankfurt.de Sammlung Literatur zur Musik der Elektronischen Dokumente der UB Frankfurt/Main, abgerufen am 24. September 2014].
- Jacobsthals Stellung in der Mozart-Forschung des 19. Jahrhunderts. In: Mozarts Welt und Nachwelt. Gernot Gruber, Claudia Maria Knispel (Hrsg.): Mozart-Handbuch, Band 5. Laaber, 2008, S. 545–552.
- „Lupe und Ohr“. Die am Straßburger Institut von 1872 bis 1905 von Gustav Jacobsthal etablierte Wissenschaftskultur und ihre verborgene Vorläuferrolle für historisierende Aufführungen älterer Musik. In: Basler Jahrbuch für historische Musikpraxis 32 (2008), Winterthur 2010, S. 133–144; e-periodica.ch
- Calculation and emotion – rationality and imagination in music analysis. Hermann Graßmann and the mathematics of Gustav Jacobsthal’s musicology. In: Hermann Grassman – From Past to Future: Grassmann’s Work in Context, Grassman Bicentennial Conference Potsdam/Szczecin September 2009, Basel 2010, S. 391–400. Auf Deutsch: Rechnen und Empfinden – Rationalität und Phantasie in der Musikanalyse. Über einige von Hermann Graßmann herrührende mathematische Elemente in den Untersuchungsmethoden Gustav Jacobsthals. In: MusikTheorie, 2011, 25, S. 235–244.
- Von der Hörigkeit der Instrumente. Eduard Grell und Gustav Jacobsthal. In: Jahrbuch des Staatlichen Instituts für Musikforschung Berlin, PK, 2011. Mainz 2011, S. 105–124.
- Musik als Universitätsfach technisch und wissenschaftlich. Gustav Jacobsthals Konzeption des Faches Musik in seinem Memorandum von 1883. In: Die Musikforschung, 2012, 65, S. 231–253; journals.qucosa.de abgerufen am 3. Oktober 2021. Zusammen mit Jacobsthals Denkschrift und den Gutachten von Heinrich Bellermann und Philipp Spitta: urn:nbn:de:bsz:14-qucosa2-390281.
- „Lehrer, Helfer und wohlmeinendster Freund“. Die Arbeitsbeziehung und Freundschaft zwischen dem Germanisten Wilhelm Scherer und dem Musikologen Gustav Jacobsthal zwischen 1872 und 1886. In: Geschichte der Germanistik. Mitteilungen, 2012, Band 42/42, S. 87–101; Göttingen.
- Die Macht der Refrains im Codex Montpellier. Verborgene französisch-deutsche Interpretationslinien zwischen Jacobsthal und Rokseth. Mit einem Brief von Heinrich Besseler aus dem Jahr 1934. In: Die Musikforschung, 2019, 72, S. 38–52; journals.qucosa.de abgerufen am 20. Januar 2023.
- Peter Sühring: Jacobsthal, Gustav. In: NDB-online, 1. Januar 2024.
- „Schwierige Lieder“ – volkssprachlich, binär, zweistimmig. Gustav Jacobsthals Arbeit an der „Mondsee-Wiener“-Liederhandschrift des Mönchs von Salzburg (A-Wn, Cod. 2856). Ein Hinführung. In: Die Musikforschung, 2025, 78, S. 99–115.

Zu Musiktheorie und Wissenschaftsgeschichte:
- „Für die Musikwissenschaft eine der dringendsten und lohnendsten Aufgaben“. Hermann Kretzschmar als Wegbereiter der Historischen Aufführungspraxis. Versuch einer Würdigung zum 75. Todestag, zugleich ein Bericht über das 2. Berliner Kretzschmar-Syposium 1999. In: Concerto. Magazin für Alte Musik, Nr. 147, Sept. 1999, S. 28–30.
- Musik – dämmernde Vermittlerin. Zu Heinrich Heines denkwürdiger Definition. In: Musik & Ästhetik, April 2001, 5, Heft 18, S. 5–11; musikundaesthetik.de abgerufen am 27. Juni 2021.
- Mitmachen und Widerstehen. Zur mißlungenen Doppelstrategie des Friedrich Gennrich im Jahre 1940. In: I. v. Foerster, Chr. Hust, Chr.-H. Mahling (Hrsg.): Musikforschung Faschismus Nationalsozialismus. Mainz 2001, S. 405–414.
- Musik, Sprache und Natur in Theorien französischer Aufklärer. Die Kontroverse Rameau - Rousseau und darüber hinaus (Chabanon, Morellet, Marmontel). In: Musik & Ästhetik, Oktober 2003, 7, Heft 28, S. 50–69; doi:10.25366/2021.56. Auf Italienisch: Musica e linguaggio nelle teorie degli illuministi francesi, übersetzt von Simona Montisci. In: Musica/Realtà, Marzo 2004, 25, Heft 73, S. 45–67.
- Alte Musik lesen, hören und spielen. Zu einigen Bemerkungen Philipp Spittas, 110 Jahre nach seinem Tod. In: Concerto. Magazin für Alte Musik, Nr. 196, Sept. 2004, S. 9f.
- Die Rekonstruktion der Sammlung Spitta. In: Jahrbuch des Staatlichen Instituts für Musikforschung PK 2004, Mainz 2005, S. 307–322.
- Kontrapunktische Kindheit der Musikgeschichte – Adolf Bernhard Marx’ geschichtsphilosophische These vom notwendigen Ende des Kontrapunkts nach Bach In: Musik-Konzepte Sonderband „Philosophie des Kontrapunkts“. München 2010, S. 48–59.
- Hans Heinrich Eggebrecht und die Musik im Mittelalter. Drei Notate. In: Die Tonkunst, April 2014, 8, Nr. 2, S. 236–239.
- Kontinuitätsprobleme in der deutschen Musikwissenschaft. Ein Abgesang. In: Musikgeschichte in Mittel und Osteuropa. Mitteilungen der internationalen Arbeitsgemeinschaft an der Universität Leipzig, Heft 17, 2016, S. 133–155; Gudrun Schröder Verlag, Leipzig; ul.qucosa.de abgerufen am 14. September 2020.
- „Die in musicis übercivilisirte Sphäre der Welt hat sich taub gemacht“. Eduard Grells Kampf für den unbegleiteten Gesang. In: Dichten, Singen, Komponieren. Die Zeltersche Liedertafel als kulturgeschichtliches Phänomen (1809–1945). Wehrhahn Verlag, Hannover 2017, S. 105–120.
- Musik als sozialer Akt und die Grenzen der Gemeinschaft. Eine Einführung in die Zeitschrift Musik und Gesellschaft (MGS), 1930/31. In: Forum Musikbibliothek, 2020/3, S. 36–44; journals.qucosa.de
- Natur und Zivilisation in der Musik. Theodor Hagen, Marx und Goethe. Ein ideengeschichtliches Tableau. doi:10.25366/2021.04.
- Gefährdete Pioniere der Musikethnologie. Eine Einführung in die Zeitschrift für vergleichende Musikwissenschaft (ZVM), 1933–35. In: Forum Musikbibliothek, 2021/2, S. 13–19; ournals.qucosa.de
- Zwischen liberaler Debattenkultur und chauvinistischer Verengung. Eine Einführung in die Zeitschrift für Musikwissenschaft (ZfMw), 1918-35. In: Forum Musikbibliothek, 2023/1, S. 8–16.
- Wie man eine Musikbibliothek und ihr Jahrbuch zugrunde richtete, aufgezeigt anhand einer Einführung in die Jahrbücher der Musikbibliothek Peters (JMP), 1894–1940. In: Forum Musikbibliothek, 2023/3, S. 14–21.

Zu einzelnen Musikern:
- Dichters Schmerzendrang – Musikers Schmerzensklang. Zu „Hör’ ich das Liedchen klingen“ aus Robert Schumanns Dichterliebe op. 48 (1840), Liederzyklus aus dem Buch der Lieder von Heinrich Heine. In: „Das letzte Wort der Kunst“. Heinrich Heine zum 200. Geburtstag und Robert Schumann zum 150. Todestag. Düsseldorfer Ausstellungskatalog. Stuttgart / Kassel 2006, S. 183–191.
- Der gerissene Faden. Schönberg als Gegenstand historischer Aufführungspraxis. Überlegungen nach einer Berliner Tagung. In: Concerto. Magazin für Alte Musik, Nr. 225, April/Mai 2009, S. 5.
- „Das war ich!“. Leben und Werk von Leo Blech. In: Jutta Lambrecht (Hrsg.): Leo Blech – Komponist, Kapellmeister, Generalmusikdirektor. Hentrich & Hentrich, Berlin 2015, ISBN 978-3-95565-091-9, S. 12–49 (= Jüdische Miniaturen, Band 173).
- Anton Reichas Un-Fugen und ihre Folgen. In: Concerto. Magazin für Alte Musik, Nr. 293, September/Oktober 2020, S. 8–11.
- Der Scherz des Falstaff war nicht sein letztes Wort. Verdis Sakralmusik. In: Benjamin Knysak, Zdravko Blažeković (Hrsg.): Musical History as Seen through Contemporary Eyes: Essays in Honor of H. Robert Cohen. Hollitzer, Wien 2021, S. 321 42; urn:nbn:de:bsz:14-qucosa2-785779.

Zu Literatur und Kulturkritik:
- Was vermögen Philosophie, Kunst und Religion inmitten von Natur, Technik und Kapital? Empedokles – Hölderlin – Marx. In: Musik & Ästhetik, 2010, 14, Heft 55, S. 51–73; musikundaesthetik.de abgerufen am 27. Juni 2021.
- Robespierre, Chodziesner, Benjamin, Wenzel: Personenkonstellationen um Gertrud Kolmar. Engführungen des Familiären, Poetischen, Politischen und Religiösen. In: Brouillon. Magazin der Unterhaltung und des Wissens; brouillon.art
- Wider das Erlösungssyndrom. Bemerkungen zu den Ursachen einer neudeutschen Judenfeindschaft von links. In: Brouillon. Magazin der Unterhaltung und des Wissens; brouillon.art abgerufen am 20. April 2018.